# Far Beyond Driven
Albums de Pantera
Vulgar Display of Power
(1992) The Great Southern Trendkill
(1996)
Far Beyond Driven est le septième album du groupe Pantera. Cet album est sorti le 22 mars 1994 sous l'aile de Eastwest Records. Il est considéré comme étant un des seuls albums de metal extrême, voire le seul, à être resté une semaine n°1 du Billboard[réf. nécessaire]. L'album poursuit une orientation encore plus violente que son prédécesseur Vulgar Display of Power et est considéré par certains fans comme leur meilleur.
La pochette de l'album devait à la base représenter une perceuse rentrant dans un anus mais ce dernier a été remplacé par un crâne, plus « conventionnel » et moins « choquant ». Sauf que la pochette est un négatif de l'illustration originale. Donc, si la perceuse et l'anus sont bien présents, le résultat final montre bien un crâne. L'original existe en format vinyle, ré-édité depuis. La version censurée, elle, n'existe pas en vinyle. Il suffit de retourner la pochette censurée.

## Pistes de l'album
1. « Strength Beyond Strength » – 3:39
2. « Becoming » – 3:05
3. « 5 Minutes Alone » – 5:50
4. « I'm Broken » – 4:25
5. « Good Friends and a Bottle of Pills » – 2:54
6. « Hard Lines, Sunken Cheeks » – 7:01
7. « Slaughtered » – 3:57
8. « 25 Years » – 6:05
9. « Shedding Skin » – 5:37
10. « Use My Third Arm » – 4:52
11. « Throes of Rejection » – 5:01
12. « Planet Caravan » (Butler/Iommi/Osbourne/Ward) – 4:04

## Membres du groupe
- Phil Anselmo : Chant
- Dimebag Darrell : Guitare
- Vinnie Paul : Batterie
- Rex Brown : Basse

## Classements hebdomadaires
| Classement                    | Meilleure place |
| ----------------------------- | --------------- |
| Allemagne (Media Control AG)  | 7               |
| Australie (ARIA)              | 1               |
| Autriche (Ö3 Austria Top 40)  | 8               |
| États-Unis (Billboard 200)    | 1               |
| Norvège (VG-lista)            | 14              |
| Nouvelle-Zélande (RIANZ)      | 14              |
| Pays-Bas (Mega Album Top 100) | 47              |
| Royaume-Uni (UK Albums Chart) | 3               |
| Suède (Sverigetopplistan)     | 2               |
| Suisse (Schweizer Hitparade)  | 21              |

## Certifications
| Pays                  | Certification | Unités certifiées |
| --------------------- | ------------- | ----------------- |
| Canada (Music Canada) | Platine       | 100 000           |
| États-Unis (RIAA)     | Platine       | 1 000 000         |
| Royaume-Uni (BPI)     | Or            | 100 000           |